# ピエロ・ガンバ

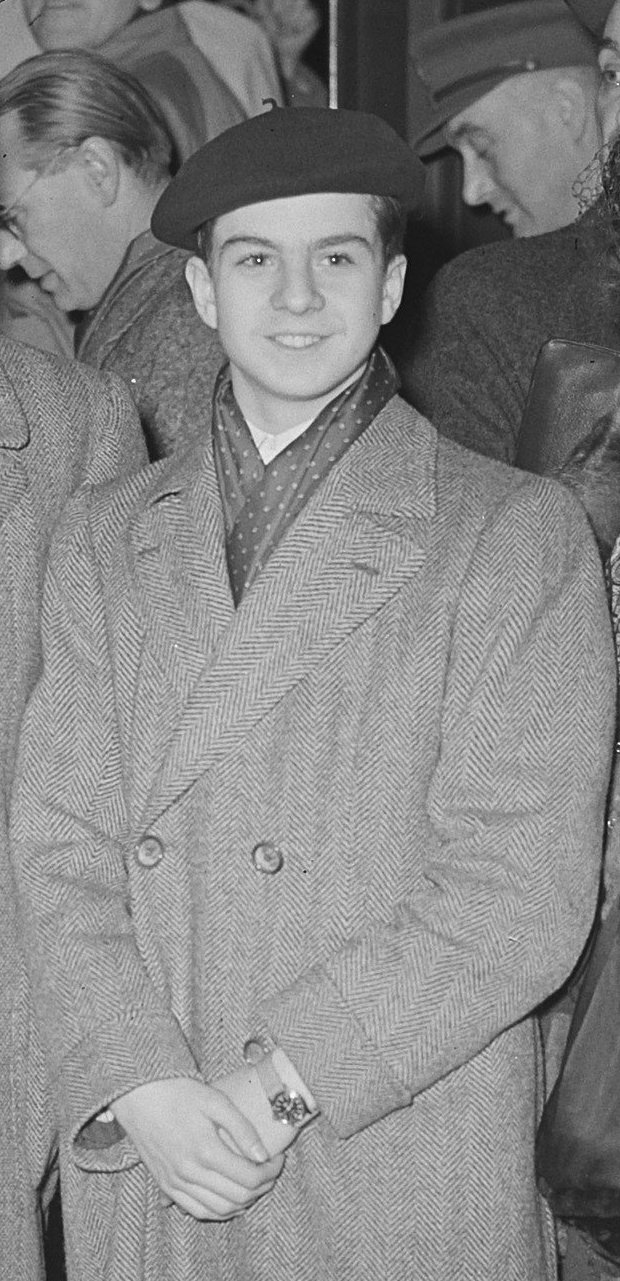
1950年、14歳のガンバ。

ピエロ・ガンバ(Piero Gamba, 1936年9月16日 - 2022年1月30日)は、イタリア出身の指揮者、ピアニスト。ピエリーノ・ガンバ(Pierino Gamba)としても知られた。

## 略歴
イタリアのローマに生まれる。11歳で指揮者としてデビューを果たすなど、その神童ぶりを発揮する。その後は多くのオーケストラを指揮し、1971年から1980年までウィニペグ交響楽団の音楽監督を歴任。以降はヨーロッパから南米、アジアにわたる世界各国の主要なオーケストラと共演を果たしている(モントリオール交響楽団、トロント交響楽団、ダラス交響楽団、フィルハーモニア管弦楽団、スイス・ロマンド管弦楽団など)。
ニューヨークに住み、そこで教育活動や指揮活動を継続して行っていた。

## 録音
初期はロンドン交響楽団と共にデッカ・レコードへいくつかの録音を残し、またフィルハーモニア管弦楽団とEMIにも録音を残している。以下はロンドン交響楽団との共演盤を挙げたものである。
- ロッシーニ:歌劇『セビリアの理髪師』序曲(ロンドン交響楽団)
- ロッシーニ:歌劇『ウィリアム・テル』序曲(ロンドン交響楽団)
- ベートーヴェン:ピアノ協奏曲全集、合唱幻想曲(ジュリアス・カッチェン、ロンドン交響楽団)
- チャイコフスキー:ピアノ協奏曲第1番(ロンドン交響楽団)
- メンデルスゾーン:ヴァイオリン協奏曲 ホ短調(ルッジェーロ・リッチ、ロンドン交響楽団)

## 演奏家との共演
ガンバは多くの演奏家と共演しており、共演した人数は100人を超えていた。
- ピアニスト:ジュリアス・カッチェン、ジョン・オグドン、アルド・チッコリーニ、ウラディーミル・アシュケナージ、ヴァン・クライバーン、ダニエル・バレンボイム
- ヴァイオリニスト:ルッジェーロ・リッチ、イツァーク・パールマン、イダ・ヘンデル、ヘンリク・シェリング
- チェリスト:ピエール・フルニエ、ムスティスラフ・ロストロポーヴィチ
- その他:モーリス・アンドレ、ルチアーノ・パヴァロッティ、デニス・ブレインなど。

## レパートリー
ラモー、J.S.バッハからヘンツェ、ペンデレツキ等のバロック音楽から現代音楽まで幅広いレパートリーを持っていた。
1. ↑  Robert H. Cowden, Concert and opera conductors, Greenwood Press, 1987, p.103.